# Santiago Rodríguez
Santiago Rodríguez ist eine Provinz im Norden der Dominikanischen Republik. Bis 1948 war Santiago Rodríguez Teil der Provinz Monte Cristi.

## Verwaltungsgliederung
Die Provinz setzt sich aus drei Municipios zusammen:
- Monción
- San Ignacio de Sabaneta
- Villa Los Almácigos